# Philip Stanhope Worsley
Philip Stanhope Worsley (12 agost 1835 – 8 maig 1866) fou un poeta anglès. Era fill del Rev. Charles Worsley, va ser educat a la Highgate School i al Corpus Christi College, Oxford, on va guanyar el premi Newdigate l'any 1857 amb un poema sobre El Temple de Janus. El 1861 va publicar una traducció de l'Odissea, a la qual va seguir, el 1865, una traducció dels primers dotze llibres de la Ilíada, emprant en les dues l'estrofa spenseriana. El 1863, va publicar un volum de Poemes i Traduccions (Poems and Translations). La seva traducció inacabada de la Ilíada va ser completada després de la seva mort per John Conington.